# 中国农业机械工业协会
中国农业机械工业协会是于1991年8月14日在北京成立的，以农业机械制造企业为主体，涉及科研设计单位、大专院校、贸易公司、社会团体和地区性农机工业协会的中国大陆行业组织。